# 鄭皓文
鄭皓文（Cheng Ho Man，1977年6月23日—），原名鄭嘉良，生於香港，已退役香港足球運動員，司職守門員，持有亞洲足協一級守門員教練及亞洲足協C級文憑，現時擔任香港超級聯賽球隊理文及香港女子足球隊守門員教練。

## 球員生涯
鄭皓文生於香港，是香港體育學院足球部青訓培訓球員，曾入選香港奧運足球代表隊，先後效力過流浪、南華、福建、花花、港會、石硤尾、東方、淦源及元朗。

## 外部連結
- 香港足球總會網站球員資料